# Cornelius Booth (homme politique)
Pour les articles homonymes, voir Cornelius Booth et Booth.
Cornelius Booth (28 décembre 1830-31 mai 1903) est un homme politique canadien de la Colombie-Britannique. Il est député provincial indépendant de la circonscription britanno-colombienne de Cariboo de 1871 à 1872.